# 三沢市コミュニティバス

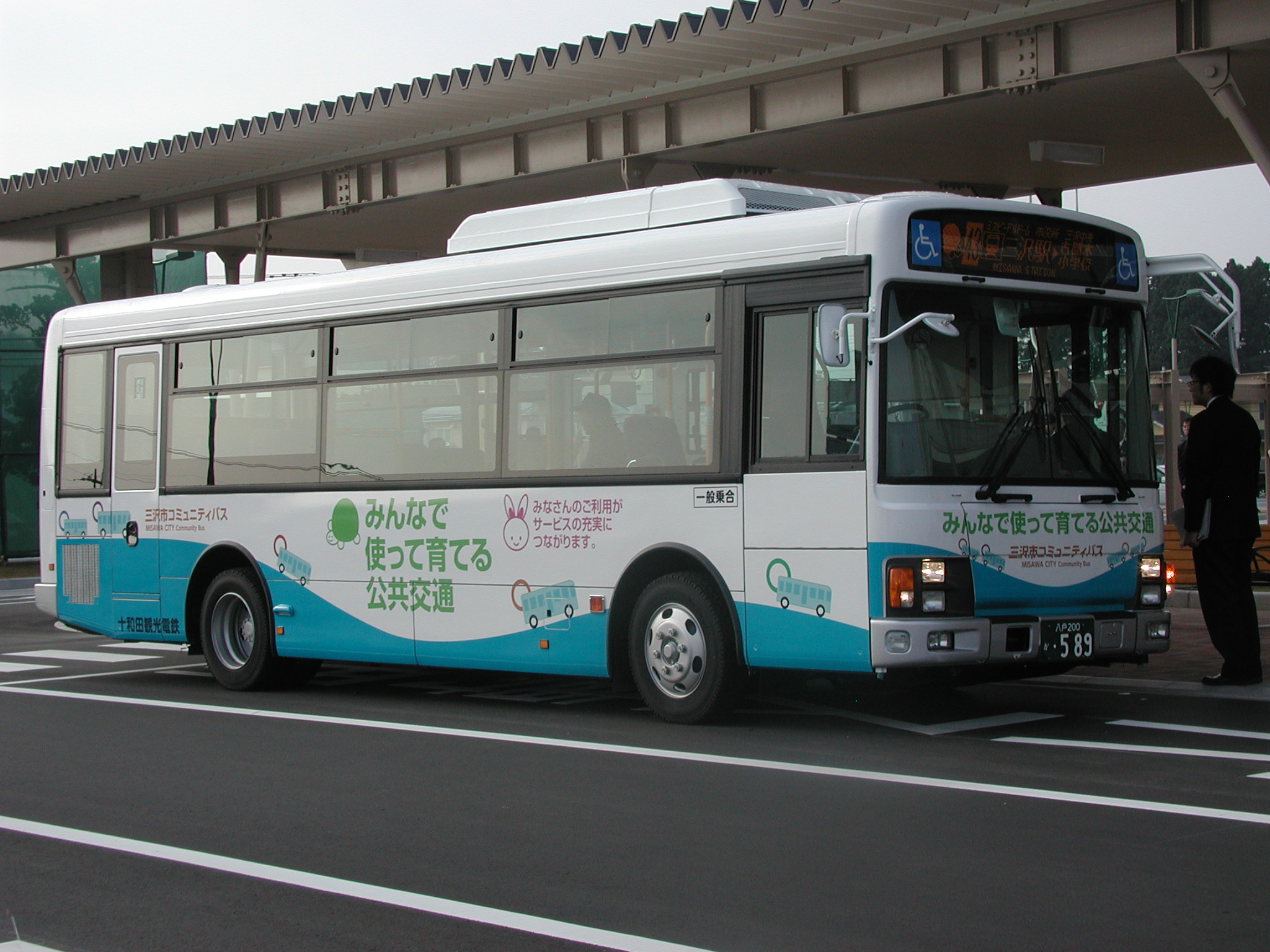
実証運行開始時に投入された新製ノンステップ車
（2010年11月撮影）

三沢市コミュニティバス（みさわしコミュニティバス、MISAWA CITY Community Bus）は、青森県三沢市内（一部系統は上北郡六ヶ所村や六戸町小松ヶ丘ニュータウンにも乗り入れ）を運行し、三沢市地域公共交通会議が十和田観光電鉄（三沢営業所が担当）に委託して運行されるコミュニティバスである。愛称名は『みーばす』である。

## 概要
三沢市立三沢病院の堀口地区への移転に合わせ、「三沢市地域公共交通総合連携計画」並びに「三沢市地域公共交通活性化・再生総合事業計画」に従い、マイカーの普及などで利用客の減少が進む三沢市内のバス路線の再編を行うことにより、移転後の市立病院へのアクセス確保や三沢駅への接続性向上の利便性を図ることを目的に運行する。

## 沿革
- 2010年11月8日 - 実証運行を開始。
- 2011年1月31日 - 三沢市地域公共交通会議の2010年度第6回会議において、愛称名を公募により（応募総数103通）『みーばす』と決定する。
- 2011年2月21日 - 三沢市地域公共交通会議にて、第2期実証運行計画を発表、4月1日から7路線9系統での運行を決定[1]。
- 2011年4月1日 - 7路線9系統での運行を開始。
- 2011年10月1日 - 路線バス「三沢 - 百石線」の一部減便に伴い、「大津前平線」のルート延長および「大津前平線」「ビードル西線」のダイヤ変更を実施。
- 2018年10月1日 - 北浜線・北浜木崎野線・大津前平線の、一部ルート変更、及び、駅シャトル線の廃止、など。
- 2019年5月1日 - ビードル西線、バス停新設　など。
- 2019年10月1日 - 消費税増税に伴い、一部運賃改定　など。
- 2020年4月4日 - 三沢駅前ロータリー完成に伴い、ダイヤ改正。かめバスの均一運賃を100→150円に改定　など。

## 路線

### 現行路線

#### 第3期路線（2018年10月1日 - ）
「うさぎバス」
- 北浜線
  - （バス番号：紫20）：小松ヶ丘三沢案内所 - 三沢駅 - 市役所前 ( - 三沢郵便局前 ) - 岡三沢 - 三沢空港通 - 八幡
  - （バス番号：紫30）：小松ヶ丘三沢案内所 - 三沢駅 - 市役所前 ( - 三沢郵便局前 ) - 岡三沢 - 三沢空港通 ( - 八幡 )( - 塩釜 ) - 追舘

※北浜線（三沢 - 追舘間・生活交通路線）は、コミュニティバスとしては運休となる日曜・祝日は十鉄一般路線バスとして運行。
「かめバス」
- 北浜木崎野線
  - （バス番号：青21）：市立病院 - 雇用促進住宅前 ( - 市役所・公会堂前 )( - アメリカ広場 ) - 岡三沢 - 三沢空港通 - 八幡
  - （バス番号：青31）：市立病院 - 雇用促進住宅前 ( - 市役所・公会堂前 )( - アメリカ広場 ) - 岡三沢 - 三沢空港通 ( - 八幡 )( - 塩釜 ) - 追舘
- 大津前平線
  - （バス番号：オレンジ60）：市立病院→三川目→二中前→国際交流センター前→市立病院→雇用促進住宅前→市役所・公会堂前→中央四丁目→新町→三沢駅→古間木小学校前
  - （バス番号：オレンジ63）：市立病院 - 三川目 - 二中前 - 国際交流センター前 - 市立病院 - 雇用促進住宅前 - ミス･ビードルドーム - 市役所・公会堂前 - アメリカ広場 - 中央四丁目 / 中央三丁目 - 三沢公園 - 三沢駅 - 古間木小学校前
- ビードル西線
  - （バス番号：赤43）：市立病院 - 雇用促進住宅前 - ミス・ビードルドーム - 市役所・公会堂前 - アメリカ広場 - 中央四丁目 / 中央三丁目 - 三沢公園 - 三沢駅 -  古間木小学校前 / 古間木交流センター
- ビードル東線（循環線）
  - （バス番号：緑74）（左回り）：三沢駅東口→ミス・ビードルドーム→雇用促進住宅前→市立病院→アイスアリーナ前→三沢空港温泉前→アメリカ広場→市役所前→ミス・ビードルドーム→三沢駅東口
  - （バス番号：緑75）（右回り）：三沢駅東口→ミス・ビードルドーム→中央四丁目→中央三丁目→アメリカ広場→市役所・公会堂前→三沢空港温泉前→アイスアリーナ前→市立病院→三沢空港温泉前→雇用促進住宅前→ミス・ビードルドーム→三沢駅東口

### 運行終了路線

#### 第1期路線（2010年11月8日 - 2011年3月31日）
「うさぎさんバス」
- 岡三沢線（バス番号：緑50）：小松ヶ丘三沢案内所 - 三沢駅 - 中央四丁目 - 市役所前 - 岡三沢 - 三沢空港前

「かめさんバス」
- 北浜木崎野線
  - （バス番号：青31・青32）：市立病院 - 雇用促進住宅前 - （堀口中学校前 / 市役所・公会堂前） - 岡三沢温泉前 - （東岡三沢三丁目 / 岡三沢） - 三沢空港前 - 四川目 - 南六川目 - 塩釜 - 追舘
  - （バス番号：青31）：市立病院 - 雇用促進住宅前 - 市役所・公会堂前 - 岡三沢温泉前 - 岡三沢 - 三沢空港前 - 四川目 - 南六川目 - 新森二丁目 - 塩釜
  - （バス番号：青21・青22）：市立病院 - 雇用促進住宅前 - （堀口中学校前 / 市役所・公会堂前） - 岡三沢温泉前 - （東岡三沢三丁目 / 岡三沢） - 三沢空港前 - 四川目 - 南六川目 - 斗南藩記念観光村 - 越下 - 八幡
- 木崎野線
  - （バス番号：紫11）：市立病院 → 雇用促進住宅前 → 市役所・公会堂前 → 岡三沢温泉前 → 東岡三沢三丁目 → 三沢空港前
  - （バス番号：紫12）：市立病院 - 雇用促進住宅前 - 堀口中学校前 - 岡三沢温泉前 - 岡三沢 - 三沢空港前
- ビードル線
  - （バス番号：赤43）：市立病院 - 雇用促進住宅前 - ミス・ビードルドーム - 高校通 - 市役所前/市役所・公会堂前 - アメリカ広場 - 中央四丁目 - 三沢公園 - 三沢駅 - 晴が丘 - 古間木小学校前
- （愛称なし）
  - （バス番号：オレンジ60）：前平 - 大津四川目 - 深谷（ → 市立病院 → ） 日の出町一丁目 - 高校通 - 市役所・公会堂前/市役所前 - 中央四丁目 - 三沢駅 - 小松ヶ丘三沢案内所

#### 第2期路線（2011年4月1日 - 2018年9月30日）
「うさぎバス」
- 駅シャトル線
  - （バス番号：水色50）：小松ヶ丘三沢案内所 - 三沢駅 - 中央四丁目 - 市役所・公会堂前
- 北浜線
  - 第3期路線とほぼ同等なため省略。

「かめバス」
- 北浜木崎野線
  - （バス番号：青21）：市立病院 - 雇用促進住宅前 - 市役所・公会堂前 - 岡三沢 - 三沢空港通 - 八幡
  - （バス番号：青31）：市立病院 - 雇用促進住宅前 - 市役所・公会堂前 - 岡三沢 - 三沢空港通 - 塩釜 - 追舘
- 大津前平線
  - （バス番号：オレンジ60）：二中前→市立病院→日の出町二丁目→市役所・公会堂前→中央四丁目→新町→三沢駅→古間木小学校前
  - （バス番号：オレンジ63）：二中前（ - 北二川目） - 市立病院 - 日の出町二丁目 - ミス･ビードルドーム - 市役所・公会堂前 - アメリカ広場 - 中央四丁目 / 中央三丁目 - 三沢公園 - 三沢駅 - 古間木小学校前

※北二川目でおいらせ町民バスに接続。
- ビードル西線
  - 第3期路線とほぼ同等なため省略。
- ビードル東線（循環線）
  - 第3期路線とほぼ同等なため省略。

## 運賃
（2020年4月4日現在）
「うさぎバス」
- 北浜線：全区間で初乗り140円からの対距離運賃制

「かめバス」
- 北浜木崎野線：岡三沢市営住宅前 - 三沢病院間は150円均一（小児も同額）、それ以外の区間は初乗り140円からの対距離運賃制

500円を超える区間については、2枚1000円でバス車内で販売されている切符を使うことで500円で乗車することが出来る。（市立病院 - 天ヶ森入口まで有効。公営住宅前(六ヶ所村)から北側には使用できない。）
- 大津前平線：三沢駅（および古間木小学校前） - 市立病院・深谷間は150円均一（小児も同額）、それ以外の区間は初乗り140円からの対距離運賃制

実証実験により、大津前平線の、市立病院－二中前間で、250円を超える区間については、2枚500円でバス車内で販売されている切符を使うことで250円で乗車することができる。
- ビードル西線・ビードル東線：全区間150円均一（小児も同額）

※150円均一運賃区間については、回数券・定期券は利用出来ない。
「うさぎバス・かめバス共通」
- 70歳以上の高齢者を対象に、高齢者いきいきパス券[4]を3000円で発行。（1か月有効）降車時に提示することにより、三沢市内の区間を1回150円で乗車できる。（コミュニティバスに限らず、三沢市内を走る十和田観光電鉄のすべてに有効）

## その他
- 本コミュニティバスの運行開始にあたり、委託事業者側の車両運用体制の理由で増車に必要な1台に関しては、新車の中型ノンステップバスを三沢市地域公共交通会議の全額補助によって新たに購入し、三沢病院発着路線を中心に運行する。
- 従来運行していた三沢市100円バスについては、コミュニティバス実証運行の開始と引き替えに廃止となった。
- 乗降方法は十和田観光電鉄の一般路線同様、前乗り前降りで、車椅子やベビーカーは折りたたんで乗降する[5]。
- 三沢駅、市役所・公会堂前②、ミス・ビードルドームには、バスの接近情報を案内する｢あしあとランプ｣が設置されている。また、市立三沢病院の待合室、及びスカイプラザミサワには、各バス停の発車情報を知らせる「あしあとランプマルチ」が設置されている[5][6]。(三沢市立三沢病院は市立病院バス停、スカイプラザミサワはアメリカ広場バス停と三沢中央バス停の情報を表示)